# Hauptbeweis
Der Hauptbeweis bezeichnet im Zivilprozess den von der beweisbelasteten Partei zu erbringenden Beweis. Ob er als geführt anzusehen ist, hängt von dem Beweismaß ab, bei dem der Richter eine streitige Sachverhaltsbehauptung (Tatfrage) seiner Entscheidung zugrunde legen darf.
Die Erschütterung der richterlichen Überzeugung von der Richtigkeit einer Tatsachenbehauptung durch den Beweisgegner nennt man Gegenbeweis. Er ist schon geführt, wenn er beim Richter Zweifel an der Richtigkeit der Behauptung der beweisbelasteten Partei weckt.
Das Gericht erhebt zunächst den Hauptbeweis und nur wenn dieser gelingt, den Gegenbeweis. Vom Gegenbeweis ist der Beweis des Gegenteils zu unterscheiden. Der Beweis des Gegenteils ist die Widerlegung einer gesetzlichen Vermutung (§ 292 ZPO).